# Cratoneuron drepanocladioides
Cratoneuron drepanocladioides là một loài rêu trong họ Amblystegiaceae. Loài này được Broth. mô tả khoa học đầu tiên năm 1906.